# Le Lièvre et les Grenouilles
Le Lièvre et les Grenouilles est la quatorzième fable du livre II de Jean de La Fontaine situé dans le premier recueil des Fables de La Fontaine, édité pour la première fois en 1668.

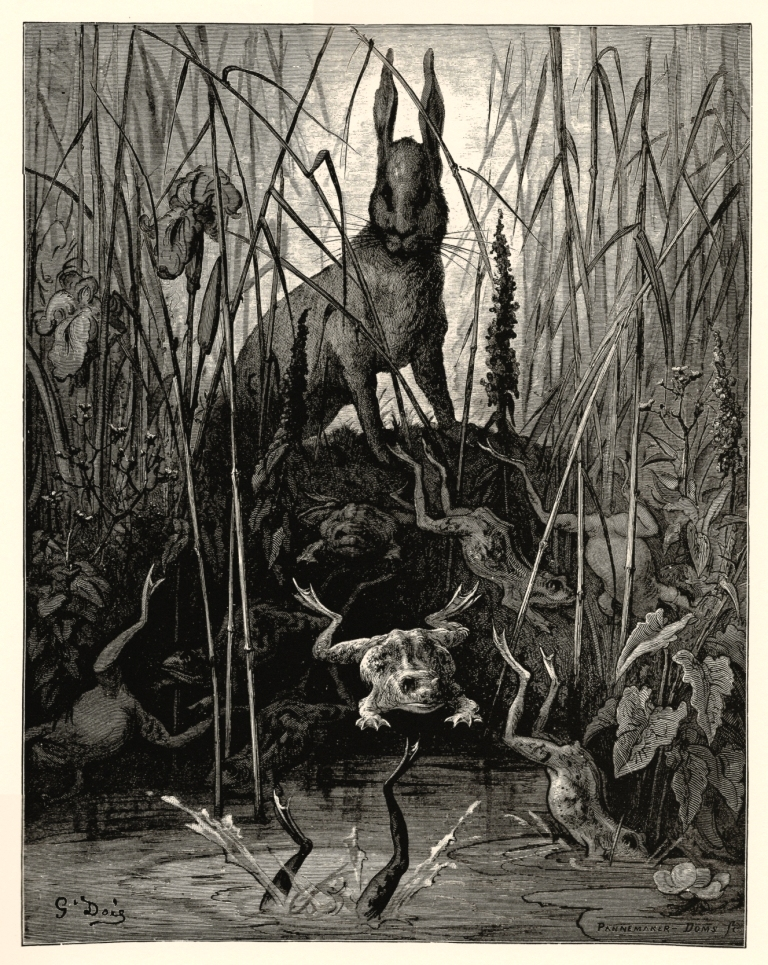
Illustration de Gustave Doré (1867)

## Texte
LE LIÈVRE ET LES GRENOUILLES
[Ésope]
Un Lièvre en son gîte songeait

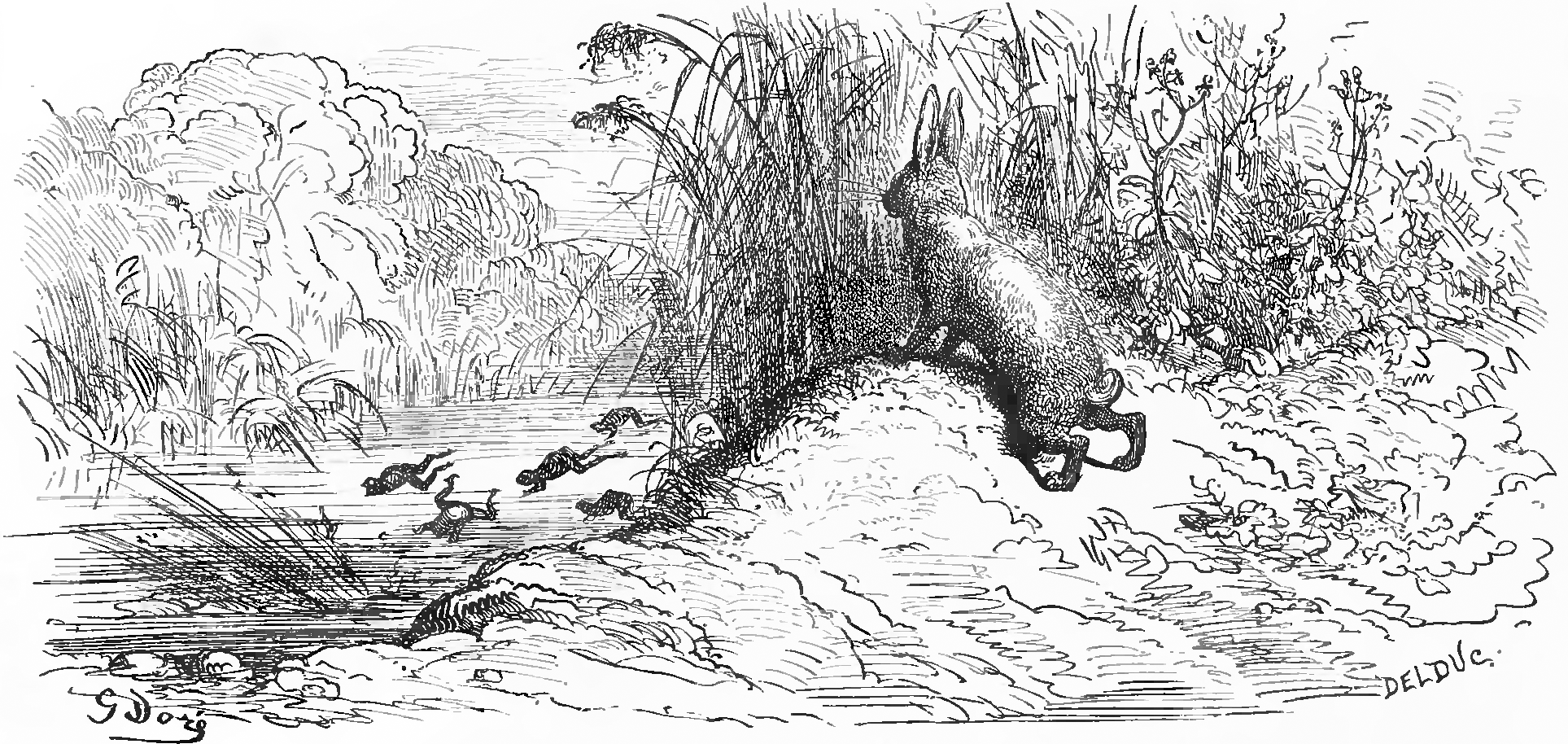
Gravure de Gustave Doré (1876)

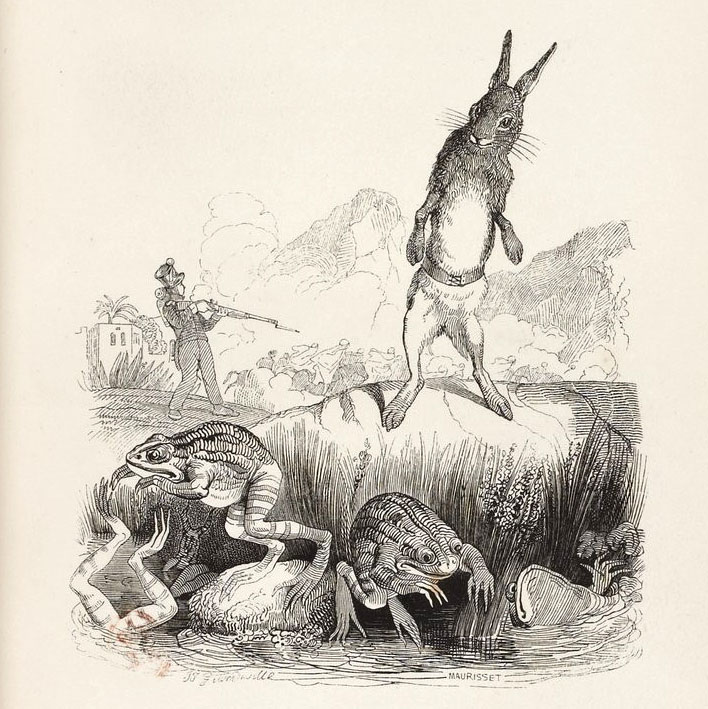
Dessin de Grandville (1838-1840)

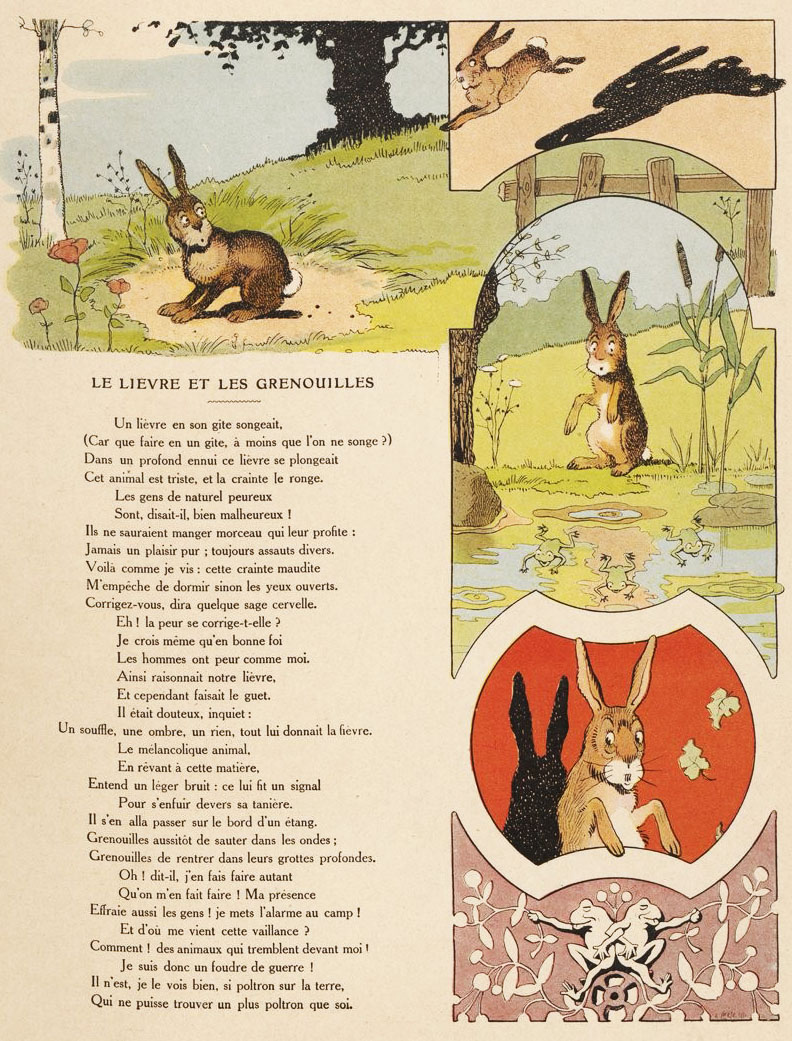
Bande dessinée de Benjamin Rabier (1906)

(Car que faire en un gîte, à moins que l’on ne songe ?) ;
Dans un profond ennui ce Lièvre se plongeait :
Cet animal est triste, et la crainte le ronge.
         " Les gens de naturel peureux
         Sont, disait-il, bien malheureux.
Ils ne sauraient manger morceau qui leur profite.
Jamais un plaisir pur ; toujours assauts divers.
Voilà comme (1) je vis : cette crainte maudite
M’empêche de dormir, sinon les yeux ouverts (2).
Corrigez-vous, dira quelque sage cervelle.
         Et la peur se corrige-t-elle ?
         Je crois même qu’en bonne foi
         Les hommes ont peur comme moi. "
         Ainsi raisonnait notre Lièvre,
         Et cependant (3) faisait le guet.
         Il était douteux (4), inquiet ;
Un souffle, une ombre, un rien, tout lui donnait la fièvre.
         Le mélancolique (5) animal,
         En rêvant à cette matière,
Entend un léger bruit : ce lui fut un signal 
         Pour s’enfuir devers (6) sa tanière.
Il s’en alla passer sur le bord d’un étang :
Grenouilles aussitôt de sauter dans les ondes ;
Grenouilles de rentrer en leurs grottes profondes.
         " Oh ! dit-il, j’en fais faire autant
         Qu’on m’en fait faire ! Ma présence
Effraie aussi les gens,  je mets l’alarme au camp !
         Et d’où me vient cette vaillance ?
Comment ? Des animaux qui tremblent devant moi !
         Je suis donc un foudre de guerre ?
Il n’est, je le vois bien, si poltron sur la terre,
Qui ne puisse trouver un plus poltron que soi. "

Vocabulaire
(1) comment
(2) C'est un préjugé populaire de croire que le lièvre dort les yeux ouverts. En réalité, le lièvre ouvre l'œil au moindre bruit, donnant l'impression qu'il dort les yeux ouverts
(3) pendant ce temps
(4) craintif, rongé par le doute
(5) " Maladie qui cause une rêverie sans fièvre, accompagnée d'une frayeur et tristesse sans occasion apparente..." (dictionnaire de Furetière, 1690)
(6) vers